# Wilmer Díaz
Wilmer Díaz (Robles, Jamundí, Valle del Cauca, Colombia; 23 de junio de 1978) es un exfutbolista colombiano. Jugaba como defensa. Se retiró en Jaguares de Córdoba de Colombia.

## Clubes
| Club                | País     | Año         |
| ------------------- | -------- | ----------- |
| Univalle            | Colombia | 1998        |
| Córdoba F. C.       | Colombia | 1999        |
| Deportivo Pasto     | Colombia | 2000 - 2005 |
| Once Caldas         | Colombia | 2005 - 2006 |
| Deportivo Pasto     | Colombia | 2006 - 2008 |
| Deportes Tolima     | Colombia | 2008 - 2011 |
| La Equidad          | Colombia | 2012 - 2015 |
| Jaguares de Córdoba | Colombia | 2016 - 2018 |

### Resumen estadístico
| Equipo              | Partidos | Goles' |
| ------------------- | -------- | ------ |
| Córdoba F. C.       | 14       | 0      |
| Deportivo Pasto     | 180      | 4      |
| Once Caldas         | 29       | 0      |
| Deportes Tolima     | 120      | 2      |
| La Equidad          | 142      | 6      |
| Jaguares de Córdoba | 84       | 3      |
| Total               | 567      | 15     |